# Beit Chebab
Beit Chebab (arabe : بيت شباب ) est un village libanais situé dans le caza du Metn au Mont-Liban au Liban. La population est presque exclusivement chrétienne. Il comporte plusieurs églises portant le nom des grandes familles locales, comme par exemple la famille Sassine.

## Personnalités liées au village
- Mai Ghoussoub (1952-2007), écrivaine féministe, artiste, éditrice et activiste des droits humains libanaise, y est née
- Tamirace Fakhoury (1975-), poète et enseignante, y est née.
- Mr Joseph Naja (1928 -2016) né au village en 1926, d'un père industriel, capitaine d'industrie qui a œuvré au développement de l'industrie textile en Afrique de l'Ouest, disparu en 2016. Bienfaiteur de la communauté et grand collectionneur de timbres. Dans le village un lieu de culte porte le nom de cette famille